# Pityrogramma pulchella
Pityrogramma pulchella är en kantbräkenväxtart som först beskrevs av Thomas Moore, och fick sitt nu gällande namn av Karel Domin. Pityrogramma pulchella ingår i släktet Pityrogramma och familjen Pteridaceae. Inga underarter finns listade.